# Tagada Jones
Tagada Jones è un gruppo francese di genere hardcore punk, proveniente da Rennes, attivo dal 1993.
Il suo nome deriva dal nome di una varietà di fragole, le tagada, e dal cognome del cantante del gruppo, Niko, ovvero Jones
Le loro canzoni sono contro il fanatismo religioso (Soleil de feu, Kamikaze), il sessismo, la globalizzazione (canzoni come Ecowar), il capitalismo (canzoni come Combien de temps encore?, L'alternative), l'estrema destra (canzoni come Antinazis, Ma vie n'a pas de prix, Mort aux Cons) e sono a favore per il rispetto dell'ecologia (canzoni come Ecowar).

## Formazione

### Formazione attuale
- Niko - voce, chitarra
- Stef - chitarra
- Job - batteria
- Seb - basso

### Ex componenti
- Boiboi - batteria
- Pascal - chitarra
- Benoît - batteria
- Pepel - basso
- Gus - campionatori, voce

## Discografia

### Album in studio
- 1994 - Mortelle Rébellion
- 1995 - Tagada ...
- 1998 - Plus de bruit
- 1999 - Virus
- 2001 - Manipulé
- 2003 - L'envers du décor
- 2006 - Le feu aux poudres
- 2007 - 6.6.6
- 2008 - Les compteurs à zéro
- 2011 - Descente aux enfers
- 2014 - Dissident
- 2017 - La Peste Et Le Choléra
- 2020 - A feu et à sang

### Altre pubblicazioni
- 1997 - À grands coups de bombes EP
- 1998 - Tagada Jones EP
- 2000 - Split (split con Mass Murderers)

### Album dal vivo
- 2001 - Manipulé Tour 2001
- 2005 - L'envers du tour
- 2013 - 20 Ans D'Ombre & De Lumière
- 2015 - Live Dissident Tour

### Raccolte
- 2002 - Coffret 3 Cds
- 2004 - The Worst of
- 2015 - Dissident + Live Dissident Tour